# Stefan Lainer
Stefan Lainer (Seekirchen am Wallersee - 27 de agosto de 1992) é um futebolista que joga como lateral-direito do Red Bull Salzburg e da seleção nacional da Áustria.

## Carreira pelo clube

### Início de carreira
Começou sua carreira no clube local SV Seekirchen. Em 2006, ele veio para o Red Bull Salzburg. Em 2010, ele jogou sua primeira partida pela segunda equipe da Red Bull. Seu próximo passo foi o SV Grödig, onde jogou por empréstimo. Em 2012, regressou a Salzburgo, onde fez parte da equipa do FC Liefering, a segunda equipa do FC Red Bull Salzburg, é filho de Leo Lainer, que jogou pelo SV Austria Salzburg e pela seleção austríaca.

### Red Bull Salzburg
Durante a temporada 2017-18, o Salzburgo teve sua melhor campanha europeia de todos os tempos. Eles terminaram em primeiro lugar no grupo da Liga Europa pela quarta vez, antes de derrotar a Real Sociedad, o Borussia Dortmund e a Lazio, fazendo assim sua primeira aparição na semifinal da UEFA Europa League. Em 3 de maio de 2018, ele jogou nas semifinais da Liga Europa, enquanto o Marselha perdia por 1–2 fora, mas uma vitória agregada de 3–2 para garantir um lugar na final da UEFA Europa League 2018 .
Pontuação e lista de resultados. A contagem de gols da Áustria primeiro, a coluna de pontuação indica a pontuação após cada gol do Lainer.

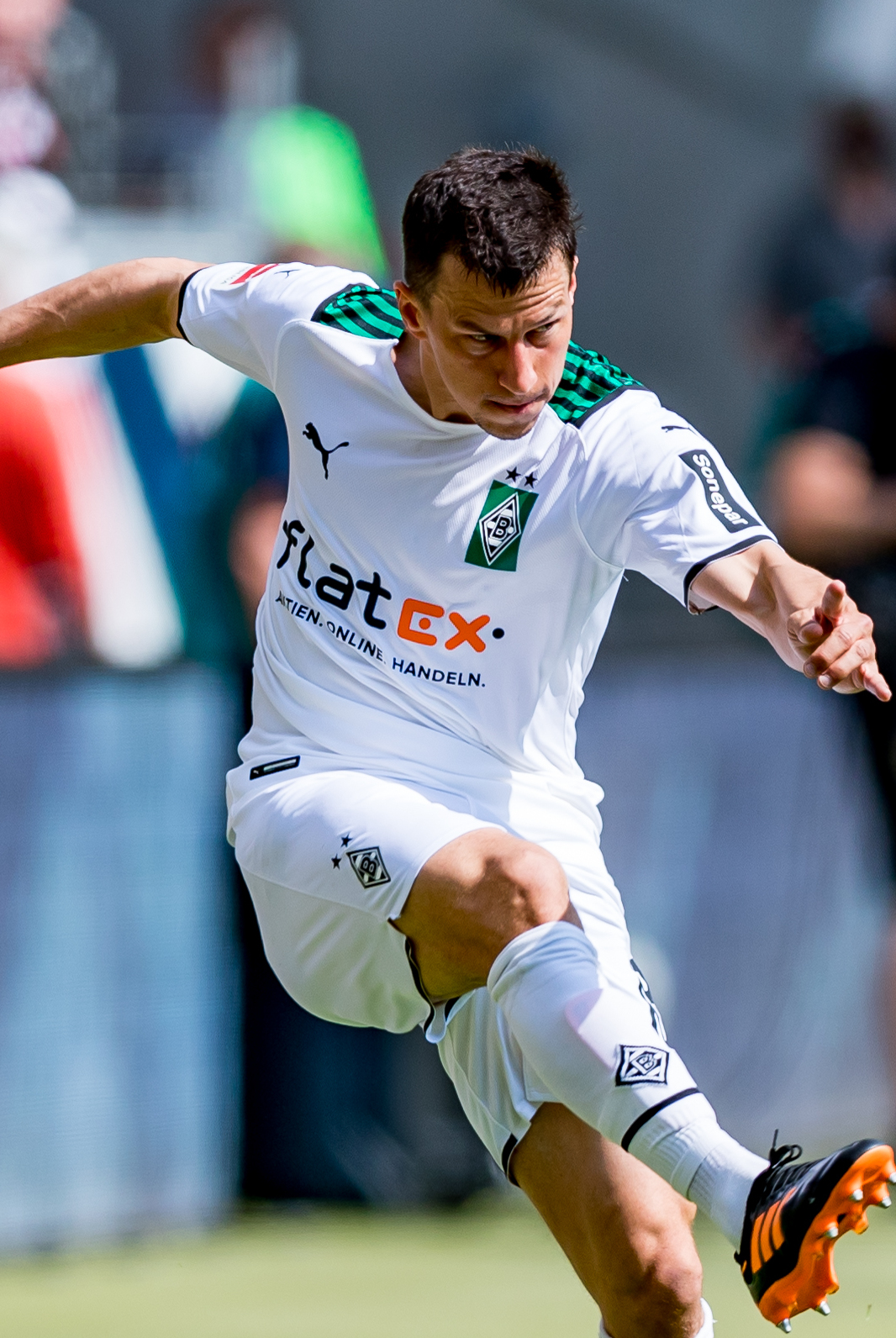
Stefan Lainer pelo Borussia Mönchengladbach em 2022.

| No. | Data                   | Local                                | Oponente           | Pontuação | Resultado | Concorrência                |
| --- | ---------------------- | ------------------------------------ | ------------------ | --------- | --------- | --------------------------- |
| 1   | 16 de novembro de 2019 | Ernst-Happel-Stadion, Viena, Áustria | Macedónia do Norte | 2–0       | 2–1       | Qualificação UEFA Euro 2020 |
| 2   | 13 de junho de 2021    | Arena Națională, Bucareste, Romênia  | Macedónia do Norte | 1–0       | 3-1       | UEFA Euro 2020              |